# Atanus contrarius
Atanus contrarius är en insektsart som beskrevs av Rauno E. Linnavuori 1959. Atanus contrarius ingår i släktet Atanus och familjen dvärgstritar. Inga underarter finns listade i Catalogue of Life.